# 熟議カケアイ
熟議カケアイ（じゅくぎかけあい）とは、教育関係者がインターネット上で熟議するために開設されたウェブサイト。2010年4月17日、文部科学省によって開設された。正式名称は「文部科学省 政策創造エンジン 熟議カケアイ」。
現場の意見を収集して政策を形成しようとするという点でオープンガバメント的な取り組みだったともされる。元文部官僚の寺脇研は自らの後輩らの仕事である熟議カケアイを、子どもを含めて国民が広く議論に参加できる「画期的システム」だと評価した。

## 位置づけ
熟議カケアイでは教職員、教育政策関係者、保護者、学校支援ボランティア、市民、識者、教員を目指す若者など、教育に関係するさまざまな立場のものが参加・議論できる場となっている。
このサイトにおける「熟議」とは、「多くの当事者による「熟慮」と「討議」を重ねながら政策を形成していくこと」を指し、より具体的には以下のようなプロセスを指す。
1. 多くの当事者（保護者、教員、地域住民等）が集まって
2. 課題について学習・熟慮し、討議をすることにより
3. 互いの立場や果たすべき役割への理解が深まるとともに
4. 解決策が洗練され
5. 個々人が納得して自分の役割を果たすようになる

2010年2月4日に設置された「「熟議」に基づく教育政策形成の在り方に関する懇談会」（通称「熟議委員会」）に、教育現場やインターネット関連事業者等の委員と検討した結果、このサイトの開設が実現した。文部科学省の公式発表にて、「当事者が学びあいながら、責任を持った議論を積み重ねていくことで、よりよい政策を作っていくためのWebサイトを政府が開設することは、政策形成の「見える化」として政府が取り組む国内初の試み」としている。

## システム
閲覧は自由にできるが、熟議への参加には会員登録が必要である。会員登録には氏名やEメールアドレスなどの個人情報のほか、どのような立場で教育にかかわっているかを示す「グループ」の選択が必須となっている。なお利用はPCからのみで、携帯電話には対応していない。
2010年4月現在、参加人数に特に制限はない。しかし、熟議に適した規模や熟議の実施状況を見極めたうえで参加人数が限定される可能性もある。
熟議のテーマは検討課題ごとに書き込みをする形になっている。検討期間は約1ヶ月であり、後に意見が集約されて政策形成に反映される。

## 熟議カケアイ参加の五箇条
熟議カケアイ参加に際して、発言者に以下の5つのことを守るように呼びかけている。
1. 【発言する前に】資料やほかの人の発言をよく読んで理解しましょう。
2. 【発言する時に】毎回、挨拶からはじめましょう。
3. 【発言する時に】簡潔に、分かりやすく伝えましょう。
4. 【発言する時に】人を傷つけない発言を心がけましょう。
5. 【議論の途中で】共感や感想、考えの変化なども投稿しましょう。

## 熟議のテーマ

### 2011年2月現在のテーマ
- 「教育の情報化ビジョン」の検討にご参画ください！（2011年2月4日～2011年2月18日）

### 熟議の終了したテーマ
- 教員の資質向上方策は？（2010年4月17日～5月9日）
- ＩＣＴを活用した２１世紀にふさわしい学校や学びとはどうあるべきか？（2010年5月14日～2010年5月31日）
- 教員になってからも磨き続けるべき「力」は？その磨き方は？（2010年4月30日～2010年6月7日）
- 管理職等にはどのような「力」が必要？そのためにはどうすれば良い？（2010年4月30日～2010年6月7日）
- 教員になる際につけるべき「力」は？そのつけ方は？（2010年5月14日～2010年6月17日）
- 我が国の研究費を使いにくくしている問題点は何か？（2010年6月3日～2010年6月30日）
- 国立大学法人の課題やその改善方策は？（2010年5月27日～2010年6月17日）
- 我が国が「スポーツ立国」を目指す上で必要な方策は？（2010年7月22日～2010年8月12日）
- 未来の学校（2010年4月17日～8月31日）
- 熟議カケアイをより良くするには？（2010年4月17日～8月31日）
- 文化施策の戦略的な展開について～「文化芸術立国」の実現に向けて～（2010年9月27日～2010年10月22日）
- 研究費を使い易くするための方策を、一層具体化するために（2010年9月27日～2010年10月22日）
- 「スポーツ立国戦略」を強力に推進していくために必要な方策は？（2010年9月27日～2010年10月22日）

## 関連委員会

### 熟議懇談会
正式名称は「「熟議」に基づく教育政策形成の在り方に関する懇談会」。
- 金子郁容（座長） 	慶應義塾大学SFC研究所所長・大学院教授
- 貝ノ瀬滋 東京都三鷹市教育委員会教育長
- 柏谷弘陽 青森県横浜町教育委員会教育長
- 鎌田真樹子	株式会社魔法のiらんど安心安全インターネット向上推進室室長
- 楠正憲 マイクロソフト株式会社法務・政策企画統括本部技術標準部部長
- 粉川一郎 武蔵大学社会学部准教授、藤沢市市民電子会議室実験世話人
- 小林浩 株式会社リクルートカレッジマネジメント編集長
- 小松郁夫 玉川大学教職大学院教授
- 佐々木かをり 	株式会社イー・ウーマン代表取締役社長
- 佐々田亨三 秋田県由利本荘市教育委員会教育長
- 塩見善則 和歌山県太地町立太地中学校校長
- 城山英明 東京大学大学院法学政治学研究科教授
- 竹原和泉 横浜市立東山田中学校コミュニティハウス館長
- 田中良和 グリー株式会社代表取締役社長
- 田村哲夫 学校法人渋谷教育学園理事長、渋谷教育学園幕張中学校・高等学校長
- 中竹竜二 杉並区三谷小学校コミュニティスクール協議会長
- 日渡円 宮崎県五ヶ瀬町教育委員会教育長
- 別所直哉 ヤフー株式会社CCO兼法務本部長
- 村上美智子 学校法人成美学園理事（初等中等教育担当理事）
- 与良正男 毎日新聞論説委員

### サイト運営委員会
- 粉川一郎（委員長）
- 鎌田真樹子
- 楠正憲
- 田中良和
- 別所直哉

### サイト運営委員会サポーター
- 森亮二（アドバイザリ） 	英知法律事務所
- 平本健二（オブザーバー/サポーター） 	経済産業省CIO補佐官、オープンガバメント、アイディアボックス担当
- 園田紫乃（オブザーバー/サポーター） 	内閣府 政策調査員